# Pecsics Tibor
Pecsics Tibor (1962. szeptember 3. –) labdarúgó, hátvéd.

## Pályafutása
1980 és 1987 között a Zalaegerszegi TE labdarúgója volt. 1981. április 11-én mutatkozott be az élvonalban a Dunaújváros ellen, ahol csapata 1–0-s győzelmet szerzett. 1987 és 1991 között a Rába ETO csapatában szerepelt. Az 1991–92-es idényben szerepelt utoljára az élvonalban ismét a ZTE csapatában. Az élvonalban 228 bajnoki mérkőzésen lépett pályára.

## Sikerei, díjai
- Magyar bajnokság
  - 4.: 1984–85, 1985–86, 1987–88